# Yann Lachuer
Yann Lachuer (Champigny-sur-Marne, 5 agosto 1972) è un allenatore di calcio ed ex calciatore francese, di ruolo centrocampista.

## Biografia
Suo fratello Julien e suo nipote Mathis (figlio di Julien) sono a loro volta stati dei calciatori professionisti.

## Caratteristiche tecniche
Era un trequartista.

## Carriera

### Club
Durante la sua carriera ha giocato per Créteil, Auxerre, Chäteauroux, PSG, Bastia, Troyes e Orléans. Nel 2001 l'Auxerre lo preleva dal Bastia per 2 milioni di euro.
Nel corso della carriera ha subito diversi infortuni importanti: il 9 novembre del 2007 subisce una distorsione bilaterale alla caviglia sinistra; il 18 aprile 2009 si infortuna durante una partita tra l'Orléans e la squadra riserve del Guingamp, sfida di terza divisione, venendo operato ai legamenti del ginocchio. Questa operazione segna il termine della sua attività agonistica.
Nel marzo del 2008 viene licenziato dallo Chäteauroux in seguito alle sue dichiarazioni rilasciate sul settimanale France Football, nel quale dichiarava:
Vanta 307 presenze e 33 reti nella Ligue 1 e 35 incontri con 3 gol nelle competizioni calcistiche europee. Ha vinto il titolo francese nel 1996, giocando un solo incontro di campionato e ha vissuto due supercoppe francesi da capitano: perse nel 2003 con la maglia dell'Auxerre contro il Lione (2-1) ma aveva già vinto nel 1998 con il PSG segnando la rete decisiva contro il Lens.

## Palmarès

### Giocatore

#### Competizioni nazionali
- Campionato francese: 1

Auxerre: 1995-1996
- Supercoppa francese: 1

PSG: 1998

### Allenatore

#### Competizioni nazionali
- Championnat de France amateur: 1

Orléans: 2009-2010